# Kluyveromyces wickerhamii
Kluyveromyces wickerhamii är en svampart som först beskrevs av Phaff, M.W. Mill. & Shifrine, och fick sitt nu gällande namn av Van der Walt 1965. Kluyveromyces wickerhamii ingår i släktet Kluyveromyces och familjen Saccharomycetaceae.   Inga underarter finns listade i Catalogue of Life.